# Język buol
Język buol (a. bual, bwo’ol, bwool; apadu Vuolo), także dia – język austronezyjski używany w prowincji Celebes Środkowy w Indonezji (kabupaten Buol). Według danych z 2000 roku posługuje się nim 96 tys. osób. 
Jest blisko spokrewniony z językiem gorontalo, ale przeszedł długą historię kontaktu z odrębnym genetycznie językiem totoli. Jest najbardziej wysuniętym na zachód przedstawicielem języków gorontalo-mongondow. W publikacji Peta Bahasa wyróżniono dwa dialekty: pomayagon i bokat. Ukształtowanie terenu sprawia, że język buol jest stosunkowo odizolowany geograficznie.
W 2005 r. odnotowano, że buol pozostaje w powszechnym użyciu. Niemniej w niektórych zakątkach rodzimego obszaru języka, gdzie występują duże skupiska ludności napływowej (Leok, Paleleh), zaobserwowano redukcję przekazu międzypokoleniowego.
Jego dokumentacja obejmuje indonezyjskie opracowania gramatyczne: Morfologi dan sintaksis bahasa Buol (1984), Struktur bahasa Buol (1986) . Materiały z czasów kolonialnych ograniczają się do pewnych danych słownikowych i gramatycznych. Jest zapisywany alfabetem łacińskim, aczkolwiek w ograniczonym zakresie. Jego forma pisana używana jest sporadycznie (w komunikacji pisanej dominuje język indonezyjski), nie wypracowano zasad ortografii.

## Linki zwnętrzne
- Buol language and alphabet. Omniglot. [dostęp 2025-01-29]. (ang.).